# Fentonina schoutedeni
Fentonina schoutedeni är en fjärilsart som beskrevs av Pierre E.L. Viette 1954. Fentonina schoutedeni ingår i släktet Fentonina och familjen tandspinnare. Inga underarter finns listade i Catalogue of Life.